# Arrondissement de Calw
L'arrondissement de Calw, en allemand Landkreis Calw, est une division administrative allemande, située dans le land de Bade-Wurtemberg.
Il fait partie du district de Karlsruhe et de l'aire urbaine Nordschwarzwald.

## Situation géographique
Les arrondissements limitrophes sont (dans le sens des aiguilles d'une montre, à partir du nord) : Enz, Pforzheim, Böblingen, Tübingen, Freudenstadt, Karlsruhe et Rastatt.

## Histoire
L'arrondissement de Calw a été la possession des comtes de Calw, établis à Sindelfingen qui construisent en 1050 le château de Calw. Après leur extinction au XIIIe siècle, il est partagé entre les Welfs, les comtes du Wurtemberg et les comtes de Tübingen.

## Blason
|  | . |

## Démographie
Le nombre d'habitants est celui des recensements et des estimations officielles de l'office de la statistique du Land :
| 1973    | 1975    | 1980    | 1985    | 1987    | 1990    | 1995    | 2000    | 2005    |
| ------- | ------- | ------- | ------- | ------- | ------- | ------- | ------- | ------- |
| 126 225 | 125 764 | 132 481 | 134 962 | 133 321 | 148 066 | 157 177 | 158 959 | 161 069 |

| 2006    | 2010    | 2015    | - | - | - | - | - | - |
| ------- | ------- | ------- | - | - | - | - | - | - |
| 160 725 | 157 271 | 155 359 | - | - | - | - | - | - |

## Tableau Général des Communes
| Unité Territoriale     | Statut                        | Nbre Quartiers Ortsteile/Stadtteile | Bourgmestre (Parti)   | Code Postal    | Indicatif Téléphonique | Code Plaque Minéralogique | Superficie | Population | Date population | Densité |
| ---------------------- | ----------------------------- | ----------------------------------- | --------------------- | -------------- | ---------------------- | ------------------------- | ---------- | ---------- | --------------- | ------- |
| Altensteig             | Ville                         | 10                                  | Gerhard Feeß (CDU)    | 72213          | +49-07453              | CW                        | 53,22 km²  | 10 300     | 31/12/2015      | 193,54  |
| Althengstett           | Commune                       | 3                                   | Clemens Götz          | 75382          | +49-07051              | CW                        | 19,16 km²  | 7 867      | 31/12/2015      | 410,59  |
| Bad Herrenalb          | Ville                         | 4                                   | Norbert Mai           | 76332          | +49-07083              | CW                        | 33,03 km²  | 7 641      | 31/12/2015      | 231,34  |
| Bad Liebenzell         | Ville                         | 7                                   | Dietmar Fischer (CDU) | 75378          | +49-07052 et +49-07084 | CW                        | 33,80 km²  | 9 298      | 31/12/2015      | 275,09  |
| Bad Teinach-Zavelstein | Commune                       | 9                                   | Markus Wendei         | 75385          | +49-07051 et +49-07053 | CW                        | 25,18 km²  | 3 073      | 31/12/2015      | 122,04  |
| Bad Wildbad            | Commune                       | 6                                   | Klaus Mack (CDU)      | 75323          | +49-07081              | CW                        | 105,27 km² | 9 876      | 31/12/2015      | 93,82   |
| Calw                   | Grande Ville d'Arrondissement | 5                                   | Ralf Eggert           | 75365          | +49-07051              | CW                        | 59,88 km²  | 23 232     | 31/12/2015      | 387,98  |
| Dobel                  | Commune                       | 2                                   | Christoph Schaack     | 75335          | +49-07081 et +49-07083 | CW                        | 18,43 km²  | 2 197      | 31/12/2015      | 119,21  |
| Ebhausen               | Commune                       | 3                                   | Volker Schuler        | 72224          | +49-07054 et +49-07458 | CW                        | 24,56 km²  | 4 765      | 31/12/2015      | 194,01  |
| Egenhausen             | Commune                       | 1                                   | Sven Holder           | 72227          | +49-07453              | CW                        | 10.01 km²  | 1 997      | 31/12/2015      | 199,50  |
| Enzklösterle           | Commune                       | 4                                   | Petra Nych            | 75337          | +49-07085              | CW                        | 20,20 km²  | 1 171      | 31/12/2015      | 57,97   |
| Gechingen              | Commune                       | 2                                   | Jens Häußler          | 75391          | +49-07056              | CW                        | 14,68 km²  | 3 755      | 31/12/2015      | 255,79  |
| Haiterbach             | Ville                         | 4                                   | Andreas Hölzlberger   | 72221          | +49-07456              | CW                        | 28,92 km²  | 5 778      | 31/12/2015      | 199,79  |
| Höfen an der Enz       | Commune                       | 1                                   | Holger Buchelt        | 75339          | +49-07081              | CW                        | 9,08 km²   | 1 725      | 31/12/2015      | 189,98  |
| Nagold                 | Ville-Arrondissement          | 9                                   | Jürgen Großmann (CDU) | 72202          | +49-07452 et +49-07459 | CW                        | 63,09 km²  | 21 687     | 31/12/2015      | 343,75  |
| Neubulach              | Ville                         | 5                                   | Petra Schupp          | 75385 et 75387 | +49-07053 et +49-07055 | CW                        | 24,69 km²  | 5 517      | 31/12/2015      | 223,45  |
| Neuweiler              | Commune                       | 7                                   | Martin Buchwald       | 75385 et 75389 | +49-07055              | CW                        | 51,30 km²  | 3 107      | 31/12/2015      | 60,57   |
| Oberreichenbach        | Commune                       | 4                                   | Karlheinz Kistner     | 75394          | +49-07051              | CW                        | 35,99 km²  | 2 757      | 31/12/2015      | 76,60   |
| Ostelsheim             | Commune                       | 1                                   | Jürgen Fuchs          | 75395          | +49-07033              | CW                        | 9,23 km²   | 2 375      | 31/12/2015      | 257,31  |
| Rohrdorf               | Commune                       | 1                                   | Joachim Flik          | 72229          | +49-07452              | CW                        | 3,93 km²   | 1 929      | 31/12/2015      | 490,84  |
| Schömberg              | Commune                       | 5                                   | Matthias Leyn         | 75328          | +49-07084 et +49-07235 | CW                        | 37,22 km²  | 8 097      | 31/12/2015      | 217,54  |
| Simmersfeld            | Commune                       | 6                                   | Jochen Stoll          | 72226          | +49-07484              | CW                        | 44,18 km²  | 2 093      | 31/12/2015      | 47,37   |
| Simmozheim             | Commune                       | 1                                   | Stefan Feigl          | 75397          | +49-07033              | CW                        | 9,50 km²   | 2 894      | 31/12/2015      | 304,63  |
| Unterreichenbach       | Commune                       | 1                                   | Carsten Lachenauer    | 75399          | +49-07235              | CW                        | 6,30 km²   | 2 333      | 31/12/2015      | 370,32  |
| Wildberg               | Ville                         | 5                                   | Ulrich Bünger         | 72218          | +49-07054              | CW                        | 56,68 km²  | 9 895      | 31/12/2015      | 174,58  |
| Calw                   | 25 Communes                   |                                     |                       |                |                        |                           | 797,53 km² | 155 359    | 31/12/2015      | 194,80  |